# إجهاد القص

يظهر الشكل إجهاد القص الناتج عن تطبيق قوة ما، يظهر إجهاد القص على الضلع العلوي لمقطع عرضي على شكل مربع، في حين أن الضلع السفلي ثابت. يؤدي هذا الإجهاد إلى انزياح في الضلع العلوي

إجهاد القص ويرمز له بـ {\displaystyle \tau \,} ويعرف بأنه الإجهاد الذي يكون بنفس مستوى المقطع العرضي للمادة. ينشأ إجهاد القص من تطبيق القوة وبشكل موازي للمقطع العرضي للمادة. في حين أن الإجهادات الاسمية تنشأ من تطبيق القوة وبشكل عمودي على المقطع العرضي للمادة أو بشكل غير موازي للمقطع العرضي